# Ишимбайское автотранспортное предприятие
Ишимбайское автотранспортное предприятие — основное транспортное предприятие города Ишимбая и Ишимбайского района.

## История
Ишимбайское автотранспортное предприятие основано 2 февраля 1956 года как автоколонна № 1838 Башавтотреста и стало одним из крупнейших транспортных предприятий города Ишимбая.
В 2008 году Ишимбайским АТП перевезено на 4 % больше пассажиров, чем в 2007 году, а рост пассажирооборота составил 31 %.
В январе 2009 года на всех автобусных маршрутах введена система оплаты бесконтактными смарт-картами (БСК) представленными в виде месячных пополняемых проездных, пополняемых транспортных карт, льготных карт-проездных для пенсионеров.
Более 20 лет предприятием руководил Александр Иванович Капошко, почётный гражданин города Ишимбая, ныне директором Ишимбайского АТП является Василий Григорьевич Панов.
В 2014 году Ишимбайское АТП вошло в состав Салаватского АТП.

## Пассажирский подвижной состав
| Марка, модель          | Количество |
| ---------------------- | ---------- |
| НефАЗ-5299             |            |
| ПАЗ-3205               |            |
| ПАЗ-320302             |            |
| Mercedes-Benz Sprinter |            |

## Маршруты
Предприятие обслуживало 13 городских, пригородные, междугородние и межобластной маршруты.
| №  | Конечные остановки                                | Путь следования                                                                         | Примечания              |
| -- | ------------------------------------------------- | --------------------------------------------------------------------------------------- | ----------------------- |
| 1  | Автовокзал — микрорайон Перегонный                | Автовокзал — мкр-н Перегонный                                                           |                         |
| 2  | Автовокзал — микрорайон Старый Ишимбай            | Автовокзал — мкр-н Старый Ишимбай                                                       |                         |
| 3  | Автовокзал — микрорайон Смакаево                  | Автовокзал — мкр-н Майский — мкр-н Алебастровый — мкр-н Смакаево                        |                         |
| 3а | Автовокзал — микрорайон Смакаево                  | Автовокзал — мкр-н Майский — мкр-н Алебастровый — мкр-н Смакаево                        | через школу № 14        |
| 4  | Автовокзал — микрорайон Кузьминовка (отменен)     |                                                                                         |                         |
| 5  | Автовокзал — микрорайон Нефтяник                  | Автовокзал — мкр-н Восточный — мкр-н 2-й Восточный — мкр-н Нефтяник                     |                         |
| 6  | Автовокзал — д. Яр-Бишкадак                       | Автовокзал — мкр-н Новостройка — мкр-н Кусяпкулово — мкр-н Бурводстрой — д. Яр-Бишкадак |                         |
| 7  | Автовокзал — микрорайон Железнодорожный (отменен) | Автовокзал — железнодорожный вокзал — мкр-н Железнодорожный                             |                         |
| 8  | Автовокзал — Автовокзал (отменен)                 | Автовокзал — мкр-н Новостройка — ул. Губкина — мкр-н Майский — мкр-н Южный — Автовокзал | кольцевой маршрут       |
| 9  | Автовокзал — спецучилище (отменен)                | Автовокзал — мкр-н Новостройка — мкр-н Кусяпкулово — Спецучилище                        |                         |
| 10 | Автовокзал — сады «Солевик»                       | Автовокзал — мкр-н Южный — ул. Губкина — мкр-н Новостройка — мкр-н Кусяпкулово — Сады   | работает в дачный сезон |
| 11 | Центральный рынок — поликлиника № 2 (отменен)     |                                                                                         | кольцевой маршрут       |
| 12 | Центральный рынок — магазин «Анастасия» (отменен) |                                                                                         | кольцевой маршрут       |

| №    | Конечные остановки           | Путь следования | Примечания          |
| ---- | ---------------------------- | --------------- | ------------------- |
| 103  | Ишимбай — Петровское         |                 |                     |
| 104  | Ишимбай — Кузяново           |                 | (ч/з Петровское)    |
| 105  | Ишимбай — Воскресенское      |                 | (ч/з Верхотор)      |
| 106  | Ишимбай — Верхотор           |                 |                     |
| 107  | Ишимбай — Уразбаево          |                 |                     |
| 107  | Ишимбай — Азнаево            |                 |                     |
| 107  | Ишимбай — Азнаево—Уразбаево  |                 |                     |
| 108  | Ишимбай — Янурусово          |                 |                     |
| 109  | Ишимбай — Верхнеарметово     |                 |                     |
| 110  | Ишимбай — Канакаево—Ахмерово |                 |                     |
| 111  | Ишимбай — Салихово — Ишеево  |                 |                     |
| 111у | Ишимбай — Урман-Бишкадак     |                 |                     |
| 112  | Ишимбай — Кинзекеево         |                 |                     |
| 113у | Ишимбай — Арларово           |                 | (до Биксяново)      |
| 114  | Ишимбай — Гумерово           |                 |                     |
| 115  | Ишимбай — Макарово           |                 |                     |
| 118  | Ишимбай — Кулгунино          |                 |                     |
| 119  | Ишимбай — Маломаксютово      |                 | (ч/з Кинзебулатово) |
| 119  | Ишимбай — Маломаксютово      |                 | (ч/з Салихово)      |

| №   | Конечные остановки      | Путь следования | Примечания |
| --- | ----------------------- | --------------- | ---------- |
| 101 | Ишимбай — Салават       |                 |            |
| 102 | Ишимбай — Стерлитамак   |                 |            |
| 561 | Ишимбай — Уфа (отменен) |                 |            |

| №   | Конечные остановки | Путь следования | Примечания |
| --- | ------------------ | --- | ---------- |
| 506 | Ишимбай — Оренбург | Автовокзал г. Ишимбая — автовокзал г. Салавата — автовокзал г. Мелеуза — автовокзал г. Кумертау — автостанция с. Октябрьского — автовокзал г. Оренбурга |            |

## Награды
Ишимбайское АТП имеет следующие награды:
1. Благодарственное письмо ГУП «Башавтотранс» РБ за высокие показатели в обеспечении пожарной безопасности и предупреждения чрезвычайных ситуаций в 2008 году.
2. Благодарственное письмо за многолетний добросовестный труд в системе ГУП «Башавтотранс» РБ, высокие производственные показатели, вклад в развитие транспорта общего пользования и достигнутые трудовые успехи в 2007 году.
3. Почётная грамота ГУП «Башавтотранс» РБ за 1 место по итогам работы за 9 месяцев 2007 года среди филиалов и в честь Дня автомобильного транспорта.
4. Почётная грамота ГУП «Башавтотранс» РБ за 3 место по итогам работы за 9 месяцев 2006 года среди филиалов и в честь Дня автомобильного транспорта.
5. По итогам работы за 2005 год Ишимбайское АТП награждено вымпелом ГУП «Башавтотранс» как лучшее предприятие года и за вклад в развитие транспортного комплекса.
6. Диплом и кубок победителя конкурса профмастерства водителей ГУП «Башавтотранс» РБ в классе автомобилей марки «НефАЗ-5299» в 2005 году.
7. Диплом за успехи в производственной деятельности и значительный вклад в социально-экономическое развитие г. Ишимбая и Ишимбайского района и в связи с 450-летием добровольного вхождения Башкирии в состав России.